# Novák Veronika
Novák Veronika (Vágsellye, 1954. október 12.) levéltáros, helytörténész. A vágsellyei levéltár igazgatója.

## Élete
1978-ban a pozsonyi Comenius Egyetemen végzett levéltáros szakon, majd 1984-ben filozófiából doktorált. 1978–1987 között a vágsellyei állami levéltár levéltárosa, 1987-től igazgatója. 1998-tól a Nagyszombati Egyetem szakelőadója. 2002–2003-ban a Szlovák Nemzeti Levéltár tudományos részlegének vezetője, 2003-tól a belügyminisztérium Szlovákiai Tudományos Levéltári Tanácsának tagja. 
Különböző szakmai egyesületek, társaságok tagja, tisztségviselője. Főként Mátyusföld és Csallóköz helytörténetével foglalkozik. A peredi képviselőtestület tagja.
1994-2006 között a Szlovák Levéltárosok Társasága elnöke volt.

## Elismerései
- 2004 Pauler Gyula-díj

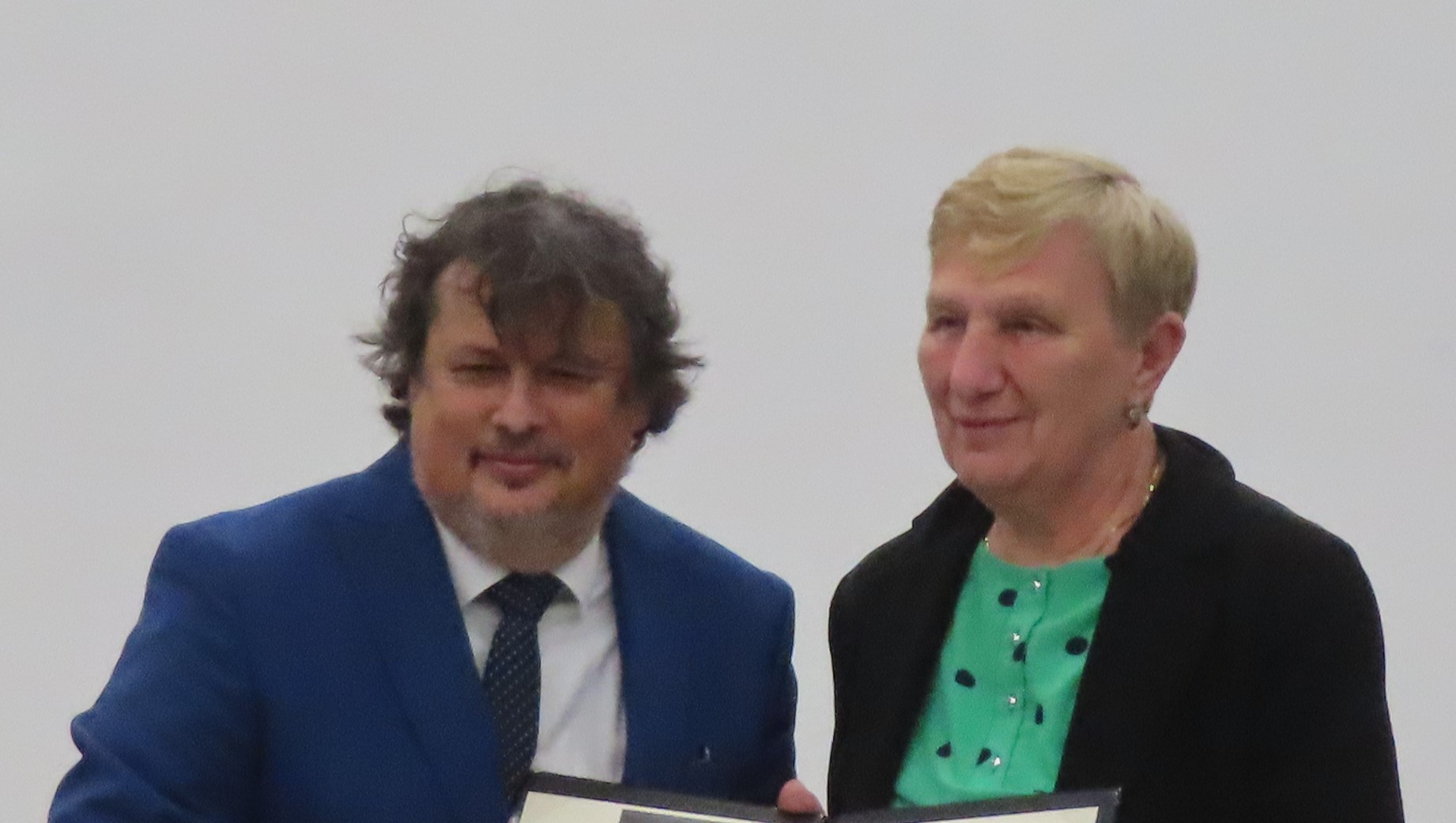
Dunaszerdahelyen

- 2005 a Szlovák Köztársaság Kormányának Ezüstérme
- 2009 Széchényi Ferenc-díj

## Művei
- 1993 Hosszúfalu (társszerző)
- 1993 Tornóc (társszerző)
- 1993 Vága (társszerző)
- 1993 Alsószeli (társszerző)
- 1997 Kajal (társszerző)
- 2000 Nádszeg - múlt és jelen
- Migráció; szerk. Novák Veronika; Lilium Aurum, Dunaszerdahely, 2001 (Nostra tempora)
- Fejezetek Csallóköz művelődéstörténetéből; szerk. Kovátsné Németh Mária, Liszka József, Novák Veronika; NYME ACSJTFK, Győr, 2001
- 2002 Vágsellye 1002-2002 (társszerző)
- 2002 Farkasd (társszerző)
- 2003 Nyitra, Bars és Abaúj vármegyék tisztségviselői és oklevélkiadásuk 1526-ig. Szabolcs-Szatmár-Beregi Levéltári Évkönyv 16, 29-55.
- 2004 Nagyborsa (társszerző)
- 2004 A szlovákiai levéltárak magyar provenienciájú fondjai és állagai 1918-ig és 1938–1945 között.
- 2004 Pecséttan
- 2006 Od prvej písomnej správy do roku 1918. In: Démuth, A. (ed.): Pusté Úľany - Príbeh obce. Trnava
- A Pozsonyi Jogakadémia hallgatósága, 1777-1849; MTA Egyetemtörténeti Albizottság, Bp., 2007 (Felsőoktatástörténeti kiadványok)
- 2012 Dunaszerdahely (társszerző)